# Posidoni (metge)
|  | Per a altres significats, vegeu «Posidoni». |

Posidoni (en llatí Poseidonius, en grec antic Ποσειδώνιος) va ser un metge grec autor de diverses obres sobre medicina de les que només en resten algun fragments reproduïts per Arquígenes. L'obra l'esmenta també Ruf Efesi. Va viure probablement al final del segle i. El metge és citat diverses vegades per Aeci, Paule Egineta, i Galè. Apol·loni Citiensis parla d'un metge de nom Posidoni deixeble de Zòpir d'Alexandria, però cronològicament això sembla impossible. Un altre metge d'igual nom fill de Filostorgi i germà de Filagri va viure al segle iv.